# 2С2 «Фіалка»
Самохі́дна гаубиця 2С2 «Фіа́лка» (рос. 2С2 «Фиа́лка»)   — 122-мм радянська самохідна артилерійська установка повітряно-десантних військ. Гусенична, броньована, плаваюча, аеротранспортабельна, десантувалася парашутним та посадочним способами. У серійне виробництво запущена не була.
Розробка 122-мм самохідної гаубиці 2С2 «Фіалка», що призначалася для озброєння повітряно-десантних військ, була розпочата за постановою Ради Міністрів СРСР № 609-201 від 4 липня 1967 р.. Артилерійська частина САУ розроблялася в ОКБ-9 і становила незначно модифікацію САУ 2С1 «Гвоздика». Модифікована гаубиця отримала індекс ГРАУ 2А32. Шасі «Фіалки» (Об'єкт 924) виготовлялося на Волгоградському тракторному заводі, базою для нього послугувала бойова машина десанту БМД-1.
Перші три дослідницькі САУ були виготовлені в лютому 1968 року і надійшли на випробування. Випробування артсистеми були припинені в грудні 1968 року через слабкість шасі, яке не витримувало перевантажень при стрільбі.